# 19/2000
19/2000 (19-2000) – piosenka zespołu Gorillaz wydana w 2001 roku na singlu, pochodzącym z albumu Gorillaz.

## Listy przebojów
| Kraj            | Lista                          | Pozycja |
| --------------- | ------------------------------ | ------- |
| Australia       | Top 100 Singles Chart          | 39      |
| Belgia          | Ultratop 50 Singles (Walonia)  | 30      |
| Holandia        | Single Top 100                 | 42      |
| Niemcy          | Top 100 Singles                | 29      |
| Nowa Zelandia   | Top 40 Singles Chart           | 1       |
| Szwecja         | Veckolista singlar             | 24      |
| Wielka Brytania | Official Singles Chart Top 100 | 6       |

| Kraj              | Lista             | Pozycja |
| ----------------- | ----------------- | ------- |
| Stany Zjednoczone | Alternative Songs | 23      |
| Stany Zjednoczone | Top 40 Mainstream | 34      |

## Pozostałe informacje
Remiks piosenki (autorstwa muzyka podpisującego się jako Soul Child) jest jednym z utworów składających się na ścieżkę dźwiękową w grze FIFA 2002.